# Seznam švicarskih dramatikov
Seznam švicarskih dramatikov.

## A
- Johannes Aal

## B
- Lukas Bärfuss
- Sibylle Berg (nem.-švic.)

## C
- Dominique Caillat

## D
- Friedrich Dürrenmatt

## F
- Max Frisch

## K
- Gottfried Keller

## O
- Arnold Ott

## R
- Milo Rau

## S
- Johannes Salat
- Ursula Schaeppi
- Hansjörg Schneider
- Jörg Schneider
- Carl Spitteler
- Peter Stamm

## V
- Jean-Pierre Vallotton

## W
- Robert Walser

## Z
- Peter Zeindler